# Gabriela Mistralová
Gabriela Mistralová, vlastním jménem Lucila de María del Perpetuo Socorro Godoy Alcayaga, (7. dubna 1889 Vicuňa – 10. ledna 1957 New York) byla chilská básnířka, nositelka Nobelovy ceny za literaturu za rok 1945. Byla prvním Jihoameričanem, který tuto cenu získal. Její poezie hájící všechny utlačované měla kořeny ve františkánské křesťanské tradici.

## Život
Byla španělského, baskického a indiánského původu. Narodila se v městečku Vicuňa v provincii Coquimbo, ale mládí prožila ve vesnici Monte Grande vysoko v Andách, kde navštěvovala základní školu, ve které učila její sestra. Její otec, který byl také učitelem, opustil rodinu, když jí byly tři roky. V dětství jí silně ovlivnila nábožensky orientovaná babička, která jí přivedla ke čtení Bible. Mistralová o ní později s oblibou říkala, že měla sefardský původ, ale spíše asi aby pošťouchla antisemity - historikům se židovský původ Mistralové dohledat nepodařilo. Ve čtrnácti letech začala podporovat finančně svou matku, když přijala práci učitelského asistenta v přímořském městě Compania Baja poblíž La Sereny. Odchod z vesničky Monte Grande, z jejího dětského ráje, do města, pro ni byl trvalým traumatem a říkala dokonce, že "už nikdy pak nebyla šťastná".
Své první texty publikovala od roku 1905 v novinách La Voz de Elqui a Diario Radical de Coquimbo a postupně začala stále více používat svůj literární pseudonym Gabriela Mistralová vytvořený podle jmen jejích dvou oblíbených básníků – Itala Gabriela d'Annunzia a Francouze Frédérica Mistrala. Hloubka jejích básnických prací se prohloubila především poté, co její milenec, železniční zaměstnanec Romelio Ureta, spáchal kvůli zpronevěře roku 1909 sebevraždu. Kvůli této tragédii se již nevdala a neměla děti, což je jedno z teskných témat mnoha jejích veršů.
Roku 1910 ukončila úspěšně své studium na učitelském ústavu v Santiagu. Vyšší vzdělání jí bylo odepřeno, což do konce života komentovala s trpkostí a považovala to za jednu z nespravedlností, která ji postihla. Okolo roku 1913 jí vyhledal Pedro Aguirre Cerda, politik a její obdivovatel, který se stal později jejím vlivným přímluvcem (v letech 1938 až 1941 byl prezidentem Chile). Roku 1914 vyhrála se svou prací Sonety smrti první cenu v národní literární soutěži Juegos Florales.
V letech 1906–1921 působila Mistralová jako učitelka na různých školách ve městech La Serena, Barrancas, Traiguen, Antofagasta, Los Andes, Punta Arenas a Temuco. V Temucu vyučovala tehdy šestnáctiletého Pabla Nerudu, kterého seznámila s pracemi evropských básníků. Na začátku 20. let silně koketovala s teosofií a buddhismem. Později se vrátila ke katolicismu, ale ponechala si buddhistický typ meditace.
Roku 1921 se stala ředitelkou prestižní střední školy pro dívky v Santiagu. Toto jmenování ji přineslo celou řadu nepřátel, neboť v konkursu porazila výrazně politicky angažovaného kandidáta. Přijala proto raději roku 1922 nabídku mexického ministerstva školství provést v Mexiku reformu vzdělávacího systému. V tomto roce vydala v New Yorku svou první básnickou sbírku Sklíčenost, která měla velký mezinárodní ohlas a která je mnohými považována za její vůbec nejvýznamnější dílo. V Mexiku strávila Mistralová dva roky. Poté absolvovala přednáškové turné, nejprve v USA a poté v Evropě, kde roku 1924 vydala v Madridu básnickou sbírku Něha. Šlo o její pokus vytvořit poezii pro děti.

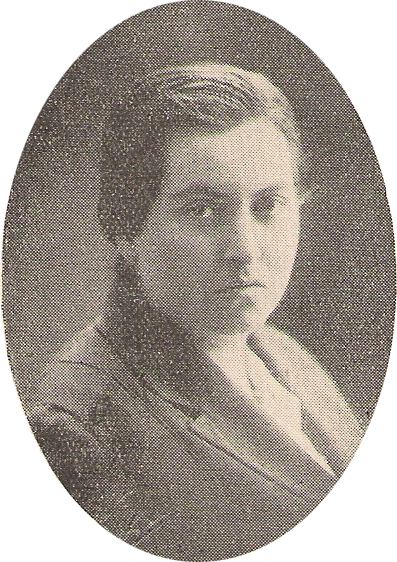
Gabriela Mistral (1889–1957)

Následující rok se Mistralová vrátila do Latinské Ameriky a procestovala Brazílii, Uruguay a Argentinu. Okolo roku 1925 vstoupila do františkánského řádu, jako laik. Poté se vrátila do Evropy a v letech 1925–1934 žila převážně ve Francii a Itálii. V té době pracovala v kulturních výborech Společnosti národů. V roce 1925 získala od státu důchod, ale roku 1930 jí byl odebrán a musela se začít věnovat žurnalistice, aby se uživila. Publikovala například v madridském deníku ABC, v buenosaireském deníku La Nación, v bogotském El Tiempo atp. Začala také přednášet španělskou literaturu na několika univerzitách (např. na Columbia University v New Yorku, Vassar College). 
Od roku 1932 působila v chilských diplomatických službách. Pro její jasný odpor k fašismu jí Mussoliniho vláda neudělila souhlas ke konzulární činnosti v Neapoli, ale získala ho záhy v Madridu. I tam si ale krajní pravice roku 1936 vynutila její odvolání. Zamířila pak do Lisabonu, kde působila do roku 1938. V té době jí chilská vláda poskytla zvláštní postavení: mohla si sama vybírat, kde bude své konzulské poslání plnit. 
V roce 1938 také vydala v Buenos Aires své druhé nejvýznamnější dílo, sbírku básní Pastva. Zisk z prodeje věnovala dětem osiřelým ve španělské občanské válce. Záhy přijala konzulský post v Rio de Janeiru. V roce 1941 se přestěhovala do brazilského Petrópolis, kde často navštěvovala své sousedy, židovského spisovatele Stefana Zweiga a jeho ženu. Sebevražda obou manželů v zoufalství nad vývojem v Evropě jí způsobila mnoho bolesti. Ještě větší utrpení jí o několik měsíců později způsobila sebevražda jejího synovce. Z této tragédie se již nikdy nevzpamatovala. V hořkosti trvala na výkladu, že synovec byl zabit závistivými brazilskými spolužáky. Dokonce kvůli tomu roku 1946 Brazílii opustila (odjela do Los Angeles). Avšak úřady nikdy neshledaly žádný důvod, aby verzi sebevraždy zpochybnily.
Roku 1945 jí byla jako prvnímu latinskoamerickému spisovateli udělena Nobelova cena za literaturu „za její lyrickou poezii inspirovanou mohutnou citovostí, která z jejího básnického jména učinila symbol idealistických aspirací celého latinskoamerického světa“ (citace z odůvodnění Švédské akademie). Mistralová, zmítána stále smutkem ze synovcovy tragédie, váhala, zda cenu přijmout, ale nakonec tak učinila, neboť ji chápala jako ocenění celé latinoamerické literatury. Za peníze, jež jsou s Nobelovou cenou spojené, si koupila dům v americké Santa Barbaře. Po dvou letech v Kalifornii však byla opět nespokojená se svým bydlištěm a v roce 1948 se rozhodla přijmout pozvání mexického prezidenta. Usadila se ve Veracruzu. Na začátku 50. let se na čas usadila v Neapoli, roku 1953 se ale vrátila do USA. Tentokrát se usadila v Roslyn Harbor na Long Islandu, kde už dožila. Blízkost New Yorku jí umožnila působit jako chilská zástupkyně při OSN. Roku 1954 se naposledy nakrátko podívala do rodného Chile.
Koncem roku 1956 jí byla diagnostikována rakovina slinivky břišní v terminálním stádiu. O několik týdnů později, v časných ranních hodinách 10. ledna 1957, zemřela v nemocnici v Hempsteadu na Long Islandu. Její poslední slovo bylo triunfo (triumf). Po smutečním obřadu v katedrále svatého Patrika v New Yorku bylo její tělo přepraveno vojenským letadlem do Santiaga. Chilská vláda vyhlásila tři dny národního smutku a stovky tisíc Chilanů přišlo vyjádřit svůj obdiv k jejímu dílu. Na základě Mistralové poslední vůle byly její ostatky nakonec uloženy v prosté hrobce v Monte Grande, ve vesničce, kde prožila nejkrásnější chvíle dětství.

## Dílo
Gabriela Mistralová patří k autorům, jejichž poezie zahájila současné období postmodernismu. Ve svých básních uchovává tradiční verš, ale základní lyrické motivy bolesti, lásky a smrti, náboženské víry a pochyb jsou viděny nově ve vzájemném prolnutí. Ivan Slavík, překladatel jejích veršů do češtiny, charakterizovala její dílo takto: „V jejích verších se ozývá zraňovaná duše, jež v očistné koupeli svého hoře nalézá cestu k lidem a věcem, jsouc pevně spjata se silami země. Její řeč je slovem lidského bratrství v lásce se vším a se všemi.“

### Básně
- Sonetos de la muerte (1914, Sonety smrti), tři sonety inspirované bolestnými vzpomínkami na sebevraždu milence.

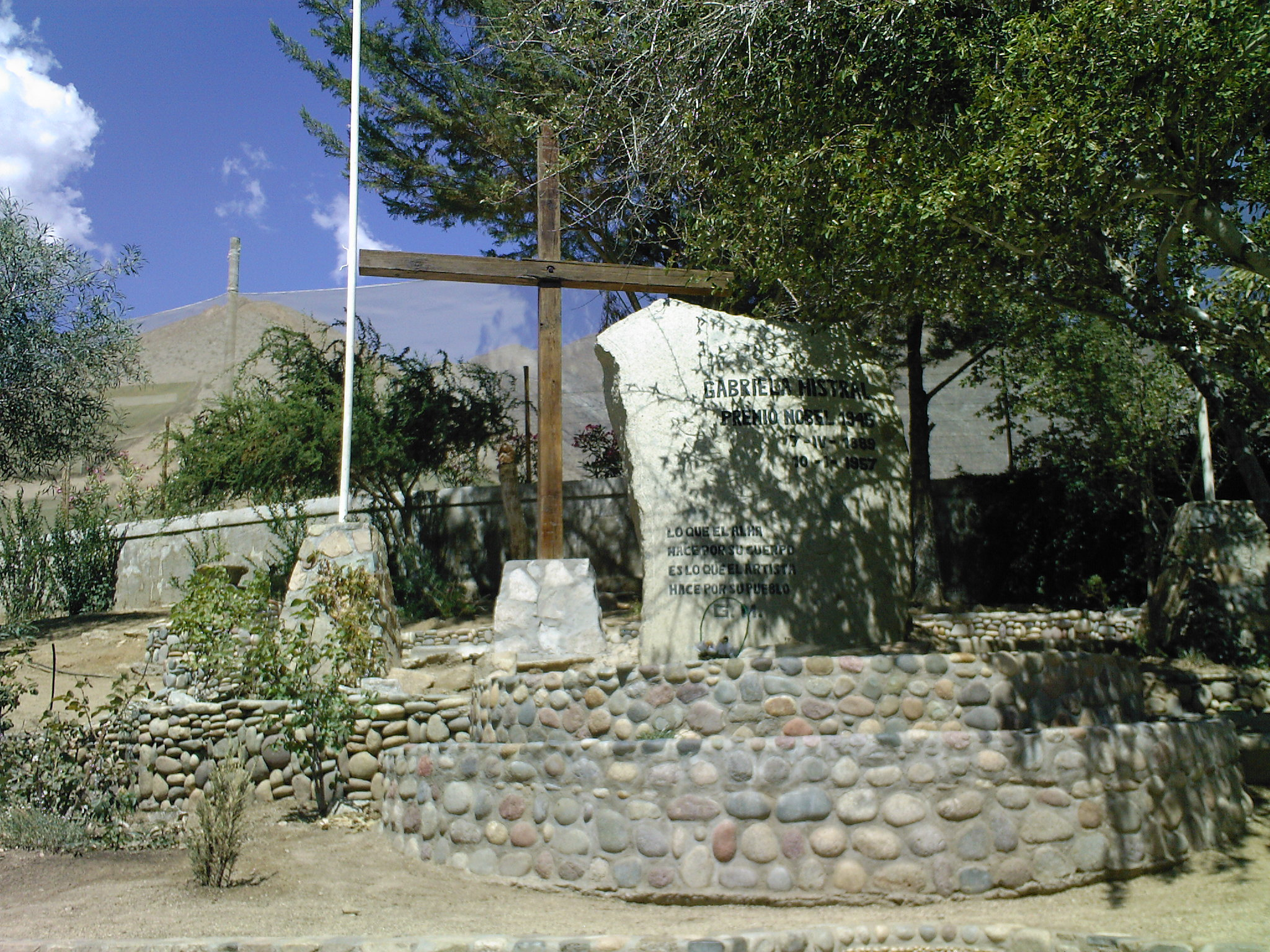
Její hrob v Chile (Montegrande, Valle de Elqui).

- Její hrob v Chile (Montegrande, Valle de Elqui).Desolación (1922, Sklíčenost), verše intimních vyznání s tématy smrti a křesťanské víry.
- Lecturas para Mujeres (1923, Čtení pro ženy), texty v próze i ve verších o mateřské lásce a dětském vzdělávání.
- Ternura (1924, Něha), sbírka ukolébavek a veršů mateřské něhy.
- Tala (1938, Pastva), sbírka hymnických veršů spojujících geografii celého kontinentu s motivy indiánských mýtů a vyjadřujících naději na obnovení jednoty života a přírody. Návrat ke kořenům kultury je vyjádřen i častými archaismy.
- Antología (1941),
- Lagar (1954, Lis), sbírka básní vyjadřující smutek nad sebevraždou jejího sedmnáctiletého synovce a také napětí z období studené války
- Obras completas (1958, Sebrané spisy), obsahují i básně nezařazené do jednotlivých sbírek.
- Poemas de Chile (1967, Chilské básně), posmrtně vydaná básnická sbírka inspirovaná vzpomínkami na dětství.

### Posmrtně vydané výbory z próz
- Materias (1978, Předměty),
- Prosa religiosa (1978, Náboženská proza),
- Gabriela anda por el mundo (1978, Gabriel chodí po světě),
- Elogio de las cosas de la tierra (1979, Chvála věcí země),
- Croquis mexicanos (1979, Mexické skici),
- Magisterio y Niño (1979, Učitelské povolání a dítě).

### Česká vydání
Česky vyšel roku 1970 v nakladatelství Odeon prozatím jediný výbor z autorčiných veršů pod názvem Vzkazy, který uspořádal a přeložil Ivan Slavík.